# Касьянов Андрій Юрійович
Андрій Юрійович Касьянов (нар. 19 березня 1978, Тарасівка, Київська область) — український дипломат. Надзвичайний і Повноважний посол України в Анголі з 21 липня 2025 року. Тимчасовий повірений у справах України в Грузії (2022—2023).

## Життєпис
Народився 19 березня 1978 року в селі Тарасівка на Київщині. У 1995 році закінчив Київський військовий ліцей; у 2001 році — Львівський Військовий інститут при Національному університеті «Львівська політехніка» за спеціальністю міжнародна інформація, спеціаліст з міжнародної інформації, референт-перекладач; у 2004 році — Одеську національну юридичну академію за спеціальністю «Правознавство», юрист. Володіє англійською, німецькою, французькою мовами.
06.2001 — 11.2002 — перекладач, старший перекладач бюро перекладів центру перекладів факультету іноземних мов та військового перекладу Військового інституту Київського національного університету ім. Т. Г. Шевченка (при Департаменті міжнародного співробітництва Міністерства оборони України).
11.2002 — 07.2004 — офіцер групи підготовки міжнародно-договірних документів договірно-правового відділу Департаменту міжнародного співробітництва Міністерства оборони України.
07.2004 — 11.2006 — третій, другий секретар відділу міжнародного права та законодавства в галузі зовнішньої політики Договірно-правового управління МЗС України.
11.2006 — 12.2010 — другий, перший секретар Постійного представництва України при Відділенні ООН та інших міжнародних організацій у Женеві.
12.2010 — 11.2011 — перший секретар, радник відділу з питань роззброєння та нерозповсюдження Департаменту контролю над озброєнням та військово-технічного співробітництва МЗС України.
11.2011 — 10.2012 — радник з питань роззброєння та нерозповсюдження — Секретаріату Національного органу України з виконання КХЗ Департаменту євроатлантичного співробітництва, контролю над озброєннями та військово-технічного співробітництва МЗС України.
10.2012 — 12.2016 — радник Постійного представництва України при міжнародних організаціях у Відні.
01.2017 — 09.2019 — радник відділу нових викликів і загроз — Секретаріату Національного органу України з виконання КХЗ Департаменту міжнародної безпеки МЗС України.
09.2019 — 08.2022 — заступник Посла, радник Посольства України в Грузії.
31.08.2022 — 18.05.2023 — Тимчасовий повірений у справах України в Грузії.
З 21 липня 2025 року — Надзвичайний і Повноважний посол України в Республіці Ангола.